# The Interpretation of Dreams
The Interpretation of Dreams est un album de John Zorn composé de plusieurs pièces tirées de son catalogue de musique de concert : Naked Lunch (2016), Obscure Objects of Desire - a study in frustration for Luis Buñuel—In Memoriam (2016), The Exterminating Angel (2016). Naked Lunch et The Exterminating Angel sont des pièces écrites pour vibraphone avec accompagnement basse/batterie improvisé.

## Titres
| No | Titre                     | Durée |
| -- | ------------------------- | ----- |
| 1. | Naked Lunch               | 11:07 |
| 2. | Obscure Objects of Desire | 10:45 |
| 3. | The Exterminating Angel   | 17:42 |

## Personnel
- Shanir Ezra Blumenkranz - basse (1,3)
- Sae Hashimoto - vibraphone (1,3)
- Tyshawn Sorey - batterie (1,3)
- Jack Quartet (2) :
  - Jay Campbell - violoncelle
  - Chris Otto - violon
  - John Pickford Richards - alto
  - Austin Wulliman - violon
- Stephen Gosling - piano (2)